# 广西白背叶
广西白背叶（学名：Mallotus apelta var. kwangsiensis）为大戟科野桐属下的一个变种。

## 扩展阅读
- 維基物種上的相關：广西白背叶